# بازی (فیلم ۲۰۰۷)
بازی 
(به تلوگویی: Aata) و (به انگلیسی: Game) فیلمی هندی محصول سال ۲۰۰۷ و به کارگردانی وی.ان. آدیتیا است. در این فیلم بازیگرانی همچون سیدارت نارایان، ایلیانا دی‌کروز، مونا، سونیل، سارات بابو و سایاجی شینده ایفای نقش کرده‌اند.